# 毕尔巴鄂河口
毕尔巴鄂河口（西班牙語：Ría de Bilbao）位于內維翁河、伊拜薩巴河和卡達瓜河的共同河口，汇入西班牙巴斯克自治区比斯开省的大部分径流和阿拉瓦省的一部分径流。
河口从海湾延伸16公里进入毕尔巴鄂市。毕尔巴鄂河口和潮汐河一直是这座城市的重要组成部分。毕尔巴鄂在700年前诞生于內維翁河畔，是一个贸易村。它逐渐向下游扩展，直到抵达大海。不幸的是，由于上个世纪的工业活动，河流污染程度曾经很严重。近年来，已经开展了恢复河口状况的工作。

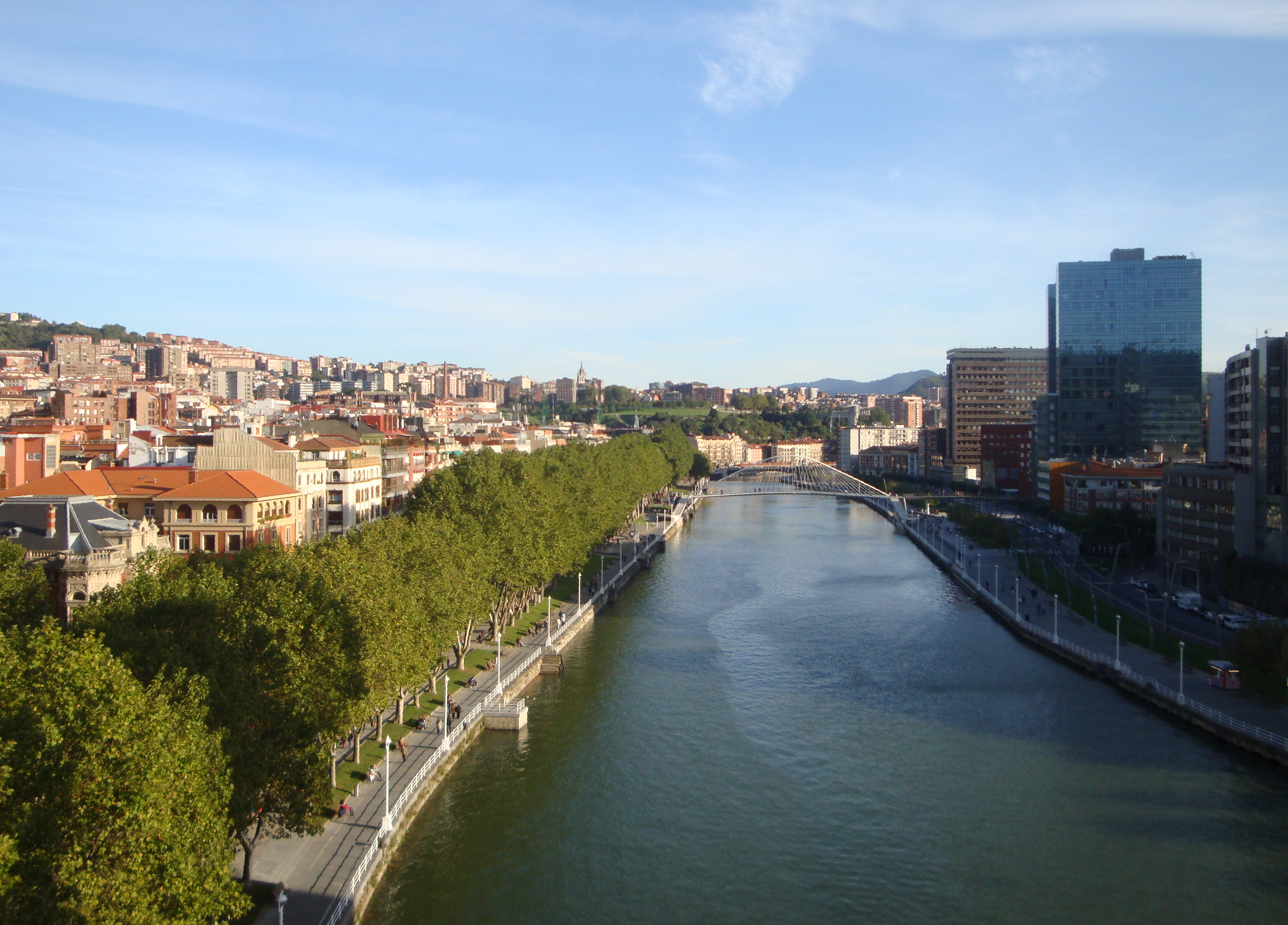
毕尔巴鄂河口